# 辛家寨镇
辛家寨镇，是中华人民共和国陕西省西安市周至縣一个已撤销的乡级行政区，2015年，陕西省民政厅批复同意撤销辛家寨镇，将其所辖行政区域划归富仁镇。